# Грб Македонске православне цркве — Охридске архиепископије
Грб Македонске православне цркве — Охридске архиепископије (мкд. Грб на Македонската православна црква - Охридска архиепископија) званични је хералдички симбол Македонске православне цркве — Охридске архиепископије. Усвојен је на Црвено-народном сабору у Скопљу 12. новембра 2009. и замијенио је стари грб. Највећа промјена на грбу јесте замјена представе цркве Пресвете Богородице Перивелте са црквом Свете Софије у Охриду.
Аутори грба су хералдичари Стојанче Величковски и Јован Јоновски, чланови Македонског хералдичког друштва.

## Основни елементи
Грб МПЦ—ОА је сачињен од укупно 12 елемената који симболизују историју и традицију МПЦ—ОА и православља у Сјеверној Македонији. Елементи грба су:
1. Црква Свете Софије — представљена са стилизовани приказом у златној боји, постављеним на црвеном штиту;
2. Плашт у црвеној боји, представља ранг архиепископије;
3. Бордура на плашту, испуњена са 33 представе крста из манастира Пресвете Богородице у Вељуси код Струмице;
4. Плашт, постављен са сребрном поставом, са изведеним цизелазијама преузетим са иконе Пресвете Богорице Душеспаситељке из цркве Богродице Перивлепте у Охриду;
5. Медаљом са ликом Светог апостола Павла, преузет са фреске Бесједа Светог апостола Павла, из манастира Светог Јоакима Осоговског код Криве Паланке;
6. Медаљом са ликом Светог Клименте Охридског, преузет са иконе из цркве Богродице Перивлепте у Охриду;
7. Стилизована представа митре охридских архиепископа, која се данас налази у Софији;
8. Господ Исус Христос — фреска из манастира Светог великомученика Геогрија у Курбинову код Ресена;
9. Пресвета Богорица — некадашња престона икона из цркве Свете Софије у Охриду;
10. Свети архангел Гаврило — некадашња престона икона из цркве Свете Софије у Охриду;
11. Крст, постављен изнад плашта, на десној страни, јесте са иконостаса манастира Светог Пантелејмона из Горњих Нереза код Скопља;
12. Жезло са устоличења архиепископа охридског и македонског Доситеја.